# Dendrimero

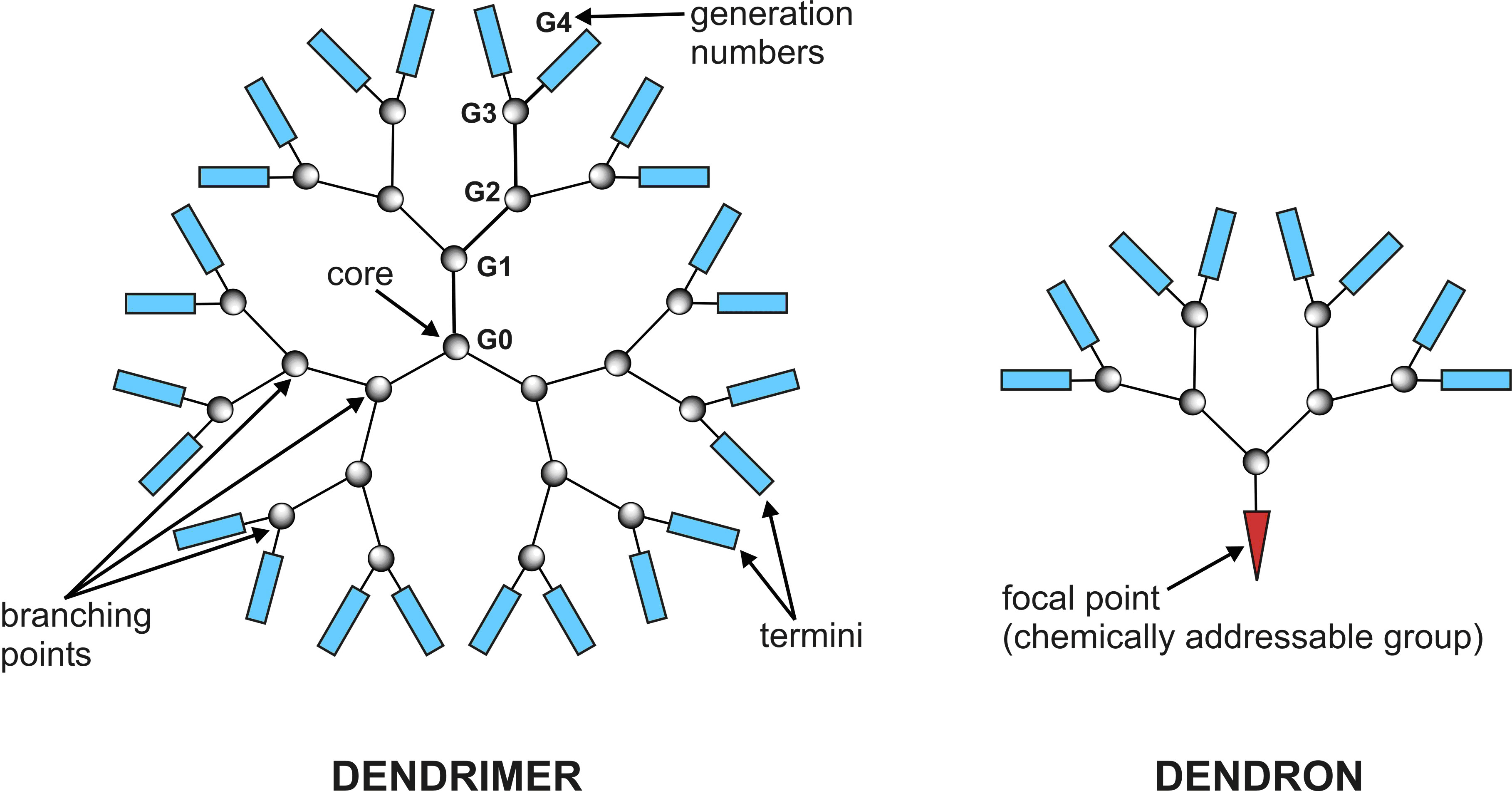
Figure 1. Dendrimeri e dendroni

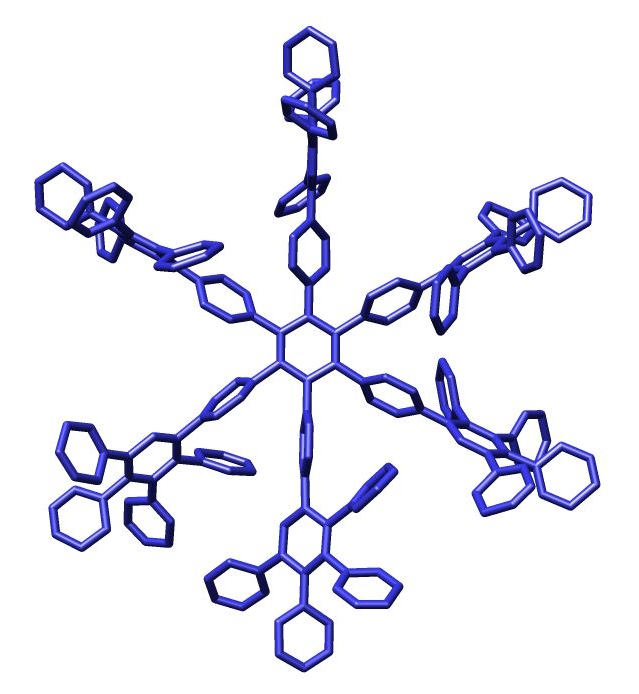
Struttura cristallina di un dendrimero in polifenilene di prima generazione, come riportato da Müllen e collaboratori in Chem.-Eur. J., 2002, 3858-3864.

I dendrimeri sono una classe di composti macromolecolari polimerici monodispersi, ovvero costituiti da una sola specie chimica, perlopiù ottenuti da monomeri del tipo {\displaystyle AB_{n}}, dove generalmente {\displaystyle n=2} o {\displaystyle 3}. La natura dei monomeri forma strutture iper-ramificate di forma globulare e costruite in modo iterativo. Questa che è la caratteristica principale, porta alla crescita non lineare del composto in cui, il numero delle unità monomeriche aggiunte ad ogni iterazione è doppia se {\displaystyle n=2}, tripla se {\displaystyle n=3} e così via.
Il nome deriva dal termine greco δενδρον, che significa albero. Sono sinonimi: arborols, molecole a cascata, cellule monomolecolari, frattali molecolari.

## Storia
I primi dendrimeri furono sintetizzati:
- da Fritz Vögtle nel 1978[1]
- da Denkewalter e collaboratori presso la Allied Corporation come polilisina dendrimeri nel 1981[2]
- da Tomalia presso la Dow Chemical nel 1983[3] e nel 1985[4],
- da Newkome nel 1985[5].

Nel 1990 una sintesi convergente fu introdotta da Fréchet.
Si ebbe quindi una esplosione di interesse scientifico per i dendrimeri, come conseguenza della loro architettura molecolare unica. Sono stati infatti prodotti più di 5000 articoli e brevetti, pubblicati dalla fine del 2005.

## Tipi di molecole ramificate
In una definizione generale, i dendrimeri sono molecole altamente ramificate, caratterizzate dalla loro perfezione strutturale, basata sulla valutazione della simmetria e della polidispersione.
Sotto il nome di dendrimeri si considerano dunque varie specie di molecole: i dendrimeri propriamente detti, i dendroni, che contengono un gruppo terminale chiamato punto focale, i polimeri dendronizzati, i polimeri multiramificati e i polimeri a spazzola. Nelle pubblicazioni si incontrano spesso i termini "dendrimero" e "dendrone" come fossero sinonimi.
Le molecole dendritiche possono essere grossolanamente divise in specie a basso peso molecolare e specie ad alto peso molecolare.
La prima categoria include sia i dendrimeri che i dendroni, mentre la seconda comprende polimeri dendronizzati, polimeri multiramificati e i polimeri a spazzola, trattasi di polimeri composti da una catena centrale con più polimeri attaccati ai lati come ramificazioni.

## Proprietà ed applicazioni
Le proprietà dei dendrimeri sono guidate dai gruppi funzionali presenti sulla superficie molecolare. La capsula dendritica permette l'isolamento del sito attivo, una struttura che mima la struttura del sito attivo nei biomateriali, in quanto le impalcature dendritiche separano le funzioni interne dalle esterne.. Per esempio un dendrimero può essere idrosolubile quando i suoi gruppi esterni sono idrosolubili come ad esempio un gruppo carbonio. È teoricamente possibile strutturare un dendrimero idrosolubile con un interno idrofobico, che possa trasportare al suo interno un farmaco idrofobico.
Un'altra caratteristica è che il volume dei dendrimeri aumenta quando assumono una carica positiva. Ciò accade in virtù della loro alta densità. Questa qualità potrebbe essere utilizzata per formare sistemi di distribuzione di farmaci (in inglese drug delivery system o DDS) che portino direttamente il farmaco nelle zone desiderate.

### Molecole foto-attive
L'interno di un dendrone ha un unico ambiente chimico, in virtù della sua alta densità. In conseguenza di ciò si è scoperto che l'azobenzene è fotoisomerizzato da un debolissimo raggio infrarosso, se incluso in un dendrimero. Ciò ha portato a scoprire dendrimeri con un core di porfirine che assorbono luce ed eseguono la fotosintesi artificialmente. In aggiunta, lo sviluppo di LED organici è stato studiato da ricercatori di tutto il mondo.

## Sintesi
Ci sono due metodi per sintetizzare i dendrimeri: la sintesi divergente e la sintesi convergente.
La sintesi divergente, assembla la molecola, partendo dal core, estendendosi radialmente verso la periferia; la sintesi convergente parte dalla periferia e procede verso l'interno.
Attualmente, per proteggere il sito attivo, sono necessari un alto numero di passaggi durante sintesi dei dendroni. Esistono quindi degli ostacoli a produrne grandi quantità. Attualmente l'unico produttore di dendrimeri in quantità misurabili intorno al kg è Dendritech.